# Echinaster farquhari
Echinaster farquhari är en sjöstjärneart som beskrevs av Benham 1909. Echinaster farquhari ingår i släktet Echinaster och familjen krullsjöstjärnor. Inga underarter finns listade i Catalogue of Life.